# Laurent Riccio
Pour les articles homonymes, voir Riccio.
Laurent Riccio, né le 14 mars 1968, est un karatéka français connu pour avoir remporté une médaille de bronze en kata individuel masculin aux championnats du monde de karaté 1992 et aux Jeux mondiaux de 1993. Il fut plusieurs fois champion d'Europe et vice-champion du monde par équipes.

## Résultats
| Résultat | Date          | Épreuve          | Catégorie | Compétition                | Ville hôte                         |
| -------- | ------------- | ---------------- | --------- | -------------------------- | ---------------------------------- |
| [ 2 ]    | 1991          | Kata par équipes | Seniors   | Championnats d'Europe 1991 | Hanovre, en Allemagne              |
| [ 2 ]    | 1992          | Kata par équipes | Seniors   | Championnats d'Europe 1992 | Bois-le-Duc, aux Pays-Bas          |
| [ 3 ]    | Novembre 1992 | Kata individuel  | Seniors   | Championnats du monde 1992 | Grenade, en Espagne                |
| [ 2 ]    | 1993          | Kata par équipes | Seniors   | Championnats d'Europe 1993 | Prague, en République tchèque      |
| [ 4 ]    | Juillet 1993  | Kata individuel  | Seniors   | Jeux mondiaux 1993         | La Haye, aux Pays-Bas              |
| [ 2 ]    | 1994          | Kata par équipes | Seniors   | Championnats d'Europe 1994 | Birmingham, au Royaume-Uni         |
| [ 2 ]    | 1994          | Kata par équipes | Seniors   | Championnats du monde 1994 | Kota Kinabalu, en Malaisie         |
| [ 2 ]    | 1995          | Kata par équipes | Seniors   | Championnats d'Europe 1995 | Helsinki, en Finlande              |
| [ 2 ]    | 1996          | Kata par équipes | Seniors   | Championnats d'Europe 1996 | Paris, en France                   |
| [ 2 ]    | 1996          | Kata par équipes | Seniors   | Championnats du monde 1996 | Sun City, en Afrique du Sud        |
| [ 2 ]    | 1997          | Kata par équipes | Seniors   | Championnats d'Europe 1997 | Santa Cruz de Tenerife, en Espagne |
| [ 5 ]    | 2000          | Kata par équipes | Seniors   | Championnats du monde 2000 | Munich, en Allemagne               |